# Crust punk
Crust punk (ili kraće crust) je žanr glazbe nastao pod utjecajem hardcore punka i ekstremnog metala. Nastao je sredinom 1980-ih u Engleskoj, te ga karakteriziraju pjesme s mračnim i pesimističnim sadržajem koji proizlazi iz političkih i socijalnih problema. Pojam "crust" je skovao sastav Hellbastard na svojem demoalbumu Ripper Crust iz 1986.
Karakterizira ga vrlo distorziran zvuk, te je često sviran u brzom tempu, s rijetkim sporijim dionicama. Vokali su uglavnom guturalni, te mogu biti izvedeni kao death growl ili vriskovi. Preuzima utjecaje od anarho punk sastava kao što su Crass i Discharge te ekstremnih metal sastava poput Venoma, Hellhammera, Celtic Frosta i Motörheada. Iako je pojam najprije povezivan s Hellbastardom, kao začetnikom stila smatra se sastav Amebix.

## Sastavi
Neki od poznatijih crust punk sastava:
| Sastava            | Država     | Osnovan |             |
| ------------------ | ---------- | ------- | ----------- |
| Amebix             | UK         | 1978.   | [ 2 ]       |
| Antisect           | UK         | 1982.   | [ 3 ]       |
| Behind Enemy Lines | SAD        | 2000.   | [ 4 ]       |
| Corrupt Leaders    | Kanada     | 2013.   | [ 5 ]       |
| Crass              | UK         | 1977.   |             |
| Dirt               | UK         | 1980.   | [ 6 ]       |
| Disfear            | Švedska    | 1992.   | [ 7 ] [ 8 ] |
| Doom               | UK         | 1987.   | [ 6 ]       |
| Driller Killer     | Švedska    | 1993.   | [ 9 ]       |
| Dystopia           | SAD        | 1991.   | [ 10 ]      |
| Early Graves       | SAD        | 2007.   | [ 11 ]      |
| Fleas and Lice     | Nizozemska | 1993.   | [ 6 ]       |
| Gallhammer         | Japan      | 2003.   | [ 6 ]       |
| Hellbastard        | UK         | 1986.   | [ 6 ]       |
| His Hero Is Gone   | SAD        | 1995.   | [ 12 ]      |
| Nausea             | SAD        | 1985.   | [ 13 ]      |
| Sore Throat        | UK         | 1987.   | [ 14 ]      |